# Hans-Erik Malmros
Hans-Erik Malmros, född 3 juli 1965 i Solna, var tidigare landstingsrådssekreterare åt landstingsrådet Christer G Wennerholm vid trafikroteln, Stockholms läns landsting. Malmros ansvarade för bevakningen av bland annat Storstockholms Lokaltrafik och Regionplane- och trafiknämnden.
Under åren 1991 till 2006 var han en av de ledande moderaterna i Sundbybergs kommun, men avgick efter anklagelser om att bland annat ha missbrukat sin tjänstetelefon. Han frikändes sedermera från anklagelserna och återupptog sin karriär.